# Portugal Continental

El Portugal continental és la part de Portugal que correspon a la península Ibèrica i, per tant, al continent europeu. Representa més del 96% del territori portuguès i el 95% de la seva població. Es divideix en 5 regions (18 districtes):
- Regió Nord:
  - Districte d'Aveiro (parcialment)
  - Districte de Braga
  - Districte de Bragança
  - Districte de Guarda (parcialment)
  - Districte de Porto
  - Districte de Viana do Castelo
  - Districte de Vila Real
  - Districte de Viseu (parcialment)

- Regió Centre:
  - Districte d'Aveiro (parcialment)
  - Districte de Castelo Branco
  - Districte de Coïmbra
  - Districte de Guarda (parcialment)
  - Districte de Leiria
  - Districte de Lisboa (parcialment)
  - Districte de Santarém (parcialment)
  - Districte de Viseu (parcialment)

- Regió de Lisboa (antiga Lisboa i vall del Tejo): 
  - Districte de Lisboa (parcialment)
  - Districte de Setúbal (parcialment)

- Regió de l'Alentejo: 
  - Districte de Beja
  - Districte d'Évora
  - Districte de Lisboa (parcialment)
  - Districte de Portalegre
  - Districte de Santarém (parcialment)
  - Districte de Setúbal (parcialment)

- Regió de l'Algarve: 
  - Districte de Faro

La resta del territori i de la població corresponen als arxipèlags de les Açores i Madeira, ambdós situats a l'oceà Atlàntic. Açores i Madeira són regions autònomes de Portugal.